# Apteromyia claviventris
Apteromyia claviventris är en tvåvingeart som först beskrevs av Gabriel Strobl 1909.  Apteromyia claviventris ingår i släktet Apteromyia och familjen hoppflugor. Arten är reproducerande i Sverige. Inga underarter finns listade i Catalogue of Life.